# Сабах аль-Халід ас-Сабах
Сабах аль-Халід ас-Сабах (араб. صباح الخالد الحمد الصباح‎‎‎‎; нар. 3 березня 1953) — кувейтський політик, восьмий прем'єр-міністр Кувейту.19 листопада 2019 — 19 липня 2022 обіймав посаду прем'єр-міністром Кувейту

## Біографія
Син Халіда ібн Хамада аль-Сабаха та Музи бінт Ахмада аль-Сабаха, дочки Сабах аль-Ахмед аль-Джабер ас-Сабах, першого еміра Кувейту та брата Мухаммеда аль-Халіда аль-Сабаха, віце-прем'єр-міністра та міністра внутрішніх справ Кувейту. Інший його брат Ахмад аль-Халід аль-Сабах — колишній віцепрем'єр-міністр і міністр оборони.
Здобув освіту з політології у Кувейтському університеті в 1977 році.
Почав свою політичну кар'єру в 1978 році, працюючи на різних посадах у Міністерстві закордонних справ, в тому числі як член постійної місії Кувейту при ООН (1983—1989). У 1995—1998 роках посол Кувейту в Саудівській Аравії.
У 2006—2007 роках він був міністром соціальних справ та праці. В 2011—2019 роках заступник прем'єр-міністра та міністр закордонних справ.
19 листопада 2019 — 19 липня 2022 обіймав посаду прем'єр-міністром Кувейту.